# وداع با اسلحه (فیلم ۱۹۳۲)
وداع با اسلحه (انگلیسی: A Farewell to Arms) فیلمی در ژانر رمانتیک، درام و جنگی به کارگردانی فرانک بورزیگی است که در سال ۱۹۳۲ منتشر شد. از بازیگران آن می‌توان به هلن هیز، گری کوپر، آدولف منژو، ماری فیلیپس، دوریس لوید، پل پورکازی و هنری آرمتا اشاره کرد.

## جوایز
این فیلم برنده دو جایزه اسکار و نامزد در دو بخش آن بوده‌است:
- جایزه اسکار بهترین فیلمبرداری (برنده)
- جایزه اسکار بهترین صداگذاری - فرانکلین هانسن (برنده)
- جایزه اسکار بهترین فیلم (نامزد).[۳]
- جایزه اسکار بهترین کارگردانی هنری (نامزد)